# Tenaha (Teksas)
Tenaha je gradić u američkoj saveznoj državi Teksas. Prema popisu stanovništva iz 2010. u njemu je živjelo 1.160 stanovnika.